# Linyi

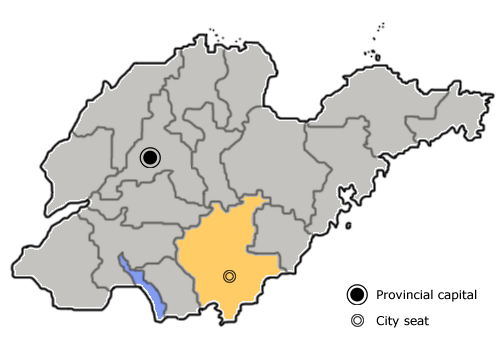
Lage von Linyi

Linyi (chinesisch 臨沂市 / 临沂市, Pinyin Línyí Shì) ist eine Großstadt mit 11.018.365 Einwohnern (Stand: Zensus 2020) und einer Fläche von 17.191 km² in der ostchinesischen Provinz Shandong. In dem eigentlichen städtischen Siedlungsgebiet von Linyi leben 1.840.000 Menschen (Stand: Ende 2018).

## Administrative Gliederung
Auf Kreisebene setzt sich Linyi aus drei Stadtbezirken und neun Kreisen zusammen. Diese sind (Stand: Zensus 2010):
- Stadtbezirk Hedong (河东区), 834 km², 633.522 Einw.;
- Stadtbezirk Lanshan (兰山区), 891 km², 1.159.181 Einw.;
- Stadtbezirk Luozhuang (罗庄区), 569 km², 510.945 Einw.;
- Kreis Fei (费县), 1.660 km², 923.475 Einw., Hauptort: Großgemeinde Feicheng (费城镇);
- Kreis Junan (莒南县), 1.751 km², 886.376 Einw., Hauptort: Großgemeinde Shizilu (十字路镇);
- Kreis Lanling (兰陵县), 1.724 km², 1.161.932 Einw., Hauptort: Großgemeinde Bianzhuang (卞庄镇);
- Kreis Linshu (临沭县), 1.010 km², 617.081 Einw., Hauptort: Großgemeinde Linshu (临沭镇);
- Kreis Mengyin (蒙阴县), 1.602 km², 489.537 Einw., Hauptort: Großgemeinde Mengyin (蒙阴镇);
- Kreis Pingyi (平邑县), 1.823 km², 900.167 Einw., Hauptort: Großgemeinde Pingyi (平邑镇);
- Kreis Tancheng (郯城县), 1.195 km², 936.166 Einw., Hauptort: Großgemeinde Tancheng (郯城镇);
- Kreis Yinan (沂南县), 1.719 km², 822.727 Einw., Hauptort: Großgemeinde Jiehu (界湖镇);
- Kreis Yishui (沂水县), 2.414 km², 998.331 Einw., Hauptort: Großgemeinde Yishui (沂水镇).

## Geschichte
Bei einem Erdbeben der Stärke 8,5, dessen Epizentrum bei Linyi lag, wurde die Stadt am 25. Juli 1668 komplett zerstört und kein einziges Gebäude blieb stehen. In Linyi entstanden Erdspalten, aus denen schwarzes Wasser herauskam. Der Schaden war enorm und es gab eine 1000 Kilometer lange radiale Schadenszone um das Epizentrum. 43.000–50.000 Menschen kamen dabei ums Leben. Es handelt sich um das stärkste registrierte Erdbeben in Ostchina und eines der stärksten an Land.

## Persönlichkeiten
- Hu Heping (* 1962), Politiker